# Бразде (албум)
Бразде је други студијски албум српске музичке групе Велики презир. Албум је објављен 22. марта 2001. године за издавачку кућу Б92, а био је доступан на компакт-диску и на касети.

## Списак песама
| №               | Назив                        | Трајање |  |
| 1.              | Морам да знам                | 4:07    |  |
| 2.              | Сутра                        | 4:15    |  |
| 3.              | Необична сумња               | 3:48    |  |
| 4.              | Хеј!                         | 4:33    |  |
| 5.              | Револуција                   | 4:57    |  |
| 6.              | Промене                      | 4:27    |  |
| 7.              | Буди сигурна                 | 2:53    |  |
| 8.              | Данима                       | 4:16    |  |
| 9.              | Снага моторна / Сила светова | 6:27    |  |
| Укупно трајање: | Укупно трајање:              | 39:43   |  |

## Рецензије
| Медиј | Аутор рецензије | Оцена | Изв.  |
| ----- | --------------- | ----- | ----- |
| Време | Зоран Пеневски  | —     | [ 3 ] |